# ستيرلينغ هايندز
ستيرلينغ هايندز هو عداء سريع كندي، ولد في 31 أكتوبر 1961 في تورونتو في كندا.

## وصلات خارجية
- الموقع الرسمي
- ستيرلينغ هايندز على موقع أوليمبيديا (الإنجليزية)